# Hawaiifinkar
Hawaiifinkar är en grupp små tättingar som idag inkluderas familjen finkar. Tidigare har de ibland behandlats som den egna familjen Drepanididae. Hawaiifinkarna är som namnet antyder endemiska för Hawaii. Vanligen är hanarna färggrannare än honorna. En stor andel av arterna har dött ut under sen tid.

## Släkten och arter
Idag förekommande släkten och arter.
- Släkte Oreomystis – en art, akikiki (Oreomystis bairdi)
- Släkte Paroreomyza– två arter:
  - Oahualauahio (Paroreomyza maculata)
  - Mauialauahio (Paroreomyza montana)
- Släkte Telespiza – två arter:
  - Laysanfink (Telespiza cantans)
  - Nihoafink (Telespiza ultima)
- Släkte Loxioides – en art, palila (Loxioides bailleui)
- Släkte Palmeria –  en art, akohekohe (Palmeria dolei)
- Släkte Himatione – apapane (Himatione sanguinea)
- Släkte Drepanis – en art, iiwi (Drepanis coccinea)
- Släkte Magumma – en art, anianiau (Magumma parva)
- Släkte Chlorodrepanis – tre arter: 
  - Hawaii-amakihi (Chlorodrepanis virens)
  - Kauai-amakihi (Chlorodrepanis stejnegeri)
  - Oahu-amakihi (Chlorodrepanis flava)
- Släkte Loxops – tre arter
  - Hawaiiklätterfink (Loxops mana)
  - Akekee (Loxops caeruleirostris)
  - Hawaii-akepa (Loxops coccineus)
- Släkte Pseudonestor – en art, mauifink (Pseudonestor xanthophrys)
- Släkte Hemignathus - en art, akiapolaau (Hemignathus wilsoni)

### Arter som dött ut under historisk tid
- Släkte Melamprosops – en art, poo-uli (Melamprosops phaeosoma)
- Släkte Paroreomyza– en art, kakawahie (Paroreomyza flammea)
- Släkte Chloridops – en art, konafink (Chloridops kona)
- SläkteRhodacanthis – två arter: 
  - Mindre koafink (Rhodacanthis flaviceps)
  - Större koafink (Rhodacanthis palmeri)
- Släkte Ciridops – en art, ula-ai-hawane (Ciridops anna)
- Släkte Himatione – en art, laysanapapane (Himatione fraithii)
- Släkte Drepanis – två arter:
  - Svartmamo (Drepanis funerea)
  - Hawaiimamo (Drepanis pacifica)
- Släkte Viridonia – en art, större amakihi (Viridonia sagittirostris)
- Släkte Loxops – två arter: 
  - Oahu-akepa (Loxops wolstenholmei)
  - Maui-akepa (Loxops ochraceus)
- Släkte Psittirostra – en art, ou (Psittirostra psittacea)
- Släkte Dysmorodrepanis – en art, lanaikroknäbbsfink (Dysmorodrepanis munroi)
- Släkte Akialoa – fyra arter:
  - Mindre akialoa (Akialoa obscura)
  - Kauai-akialoa (Akialoa stejnegeri)
  - Oahu-akialoa (Akialoa ellisiana)
  - Lanai-akialoa (Akialoa lanaiensis)
- Släkte Hemignathus – tre arter:
  - Kauai-nukupuu (Hemignathus hanapepe)
  - Maui-nukupuu (Hemignathus affinis)
  - Oahu-nukupuu (Hemignathus lucidus)

### Utdöda arter tidigare under holocen
- Släkte Vangulifer – två arter:
  - Kärlnäbbad spadnäbbsfink (Vangulifer mirandus)
  - Pololeispadnäbbsfink (Vangulifer neophasis)
- Släkte Telespiza – två arter: 
  - Makawehifink (Telespiza persecutrix)
  - Mauinuifink (Telespiza ypsilon)
- Släkte Loxioides – en art, kauai-palila (Loxioides kikuchi)
- Släkte Xestospiza – två arter: 
  - Konnäbbad fink (Xestospiza conica)
  - Åsnäbbad fink (Xestospiza fastigialis)
- Släkte Chloridops – två arter:
  - Wahifink (Chloridops wahi)
  - Kingkongfink (Chloridops regiskongi)
- Släkte Rhodacanthis – två arter: 
  - Saxnäbbskoafink (Rhodacanthis forfex)
  - Oahukoafink (Rhodacanthis litotes)
- Släkte Orthiospiza – en art, maukafink (Orthiospiza howarthi)
- Släkte Ciridops – en art, kauaipalmfink (Ciridops tenax)
- Släkte Akialoa – en art, bågnäbbsakialoa (Akialoa upupirostris)
- Släkte Hemignathus – en art, svärdnäbbsnukupuu (Hemignathus vorpalis)
- Släkte Aidemedia – tre arter: 
  - Oahuspjärnnäbb (Aidemedia chascax)
  - Bågnäbbad spjärnnäbb (Aidemedia zanclops)
  - Mauispjärnnäbb (Aidemedia lutetiae)